# Emma Bell Clifton
Pour les articles homonymes, voir Bell et Clifton.
Ne doit pas être confondu avec Emma Bell.
Emma Bell Clifton est une écrivaine, scénariste et actrice américaine, née Emma Bell à Pittsburgh (Pennsylvanie) le 1er novembre 1874 et morte à Los Angeles, Californie le 3 août 1922.

## Biographie
En tant qu'actrice, elle apparaît deux longs métrages, dont I Hear Her Calling Me (from the Heart of Africa) (1913), et dans une trentaine de courts métrages, dont Pour gagner sa vie (Making a Living) (1914), Charlot et le Parapluie (Between Showers, 1914), Love and Vengeance (1914) et The Voice That Led Him (1917).
En tant que scénariste, elle a écrit les scénarios de vingt-sept courts métrages, dont The Lion's Mate (1915) et The Jaguar Trap (1915), en partie autobiographiques, ceux de six longs métrages, dont The Blue Pearl (1920), et The Smart Sex (1921), et celui du serial en dix-huit épisodes The Adventures of Robinson Crusoe (1922), très librement inspiré du chef-d'œuvre homonyme de Daniel Defoe.

### Vie privée
Elle était l'épouse du scénariste Wallace Clifton.